# T-Series
Super Cassettes Industries Private Limited, cunoscută ca T-Series este o companie de producție de filme muzicale în India, înființată de Gulshan Kumar în 1983. Este cunoscută în special pentru melodiile muzicale piratate Bollywood și muzica Indi-Pop. Începând cu 2014, T-Series este cea mai mare etichetă muzicală din India, cu o pondere de până la 35% pe piața muzicală din India, urmată de Sony Music India și Zee Music. T-Series operează, de asemenea, cel mai vizionat și cel mai abonat canal de pe YouTube, cu peste 100 de milioane de abonați.
Kumar, inițial un vânzător de sucuri în Delhi, a fondat T-Series pentru a vinde cântecele Bollywood piratate înainte ca compania să înceapă să producă muzică nouă. Descoperirea lor a venit cu coloana sonoră pentru blockbuster-ul Bollywood din 1988 Qayamat Se Qayamat Tak, compusă de Anand-Milind, scrisă de Majrooh Sultanpuri, cu Aamir Khan și Juhi Chawla, care a devenit unul dintre cele mai vândute albume muzicale indiene din anii 1980, cu peste 8 milioane de vânzări. Ei au devenit în cele din urmă o etichetă muzicală cu lansarea lui Aashiqui (1990), compusă de Nadeem-Shravan, care a vândut 20 de milioane de exemplare și a devenit cel mai bine vândut album de muzică indiană din toate timpurile. Cu toate acestea, Gulshan Kumar a fost ucis de compania sindicală D-Company din Mumbai în 1997. De atunci, T-Series a fost condusă de fiul său Bhushan Kumar și de fratele mai mic Krishan Kumar.
Pe YouTube, T-Series are o rețea multi-canal, cu 29 de canale care au mai mult de 140 de milioane de abonați în ianuarie 2019. Echipa YouTube a companiei este formată din 13 persoane din sediul central al T-Series. Principalul canal al companiei de pe YouTube prezintă în principal videoclipuri muzicale, precum și remorci de film. Acesta a devenit cel mai vizionat canal YouTube în ianuarie 2017, cu peste 66 de miliarde de vizualizări și începând cu 14 aprilie 2019. Canalul din T-Series conține în primul rând conținut în limba hindi, în plus față de conținutul în limbaj Urdu și Punjabi, în timp ce au alte canale care conțin, de asemenea, conținut în alte limbi indiene, cum ar fi Tamil, Telugu și Sanskrit.